# Drexel (Missouri)
Drexel – miasto w Stanach Zjednoczonych, w stanie Missouri, w hrabstwie Cass.